# Vlna (Vejle)
Vlna (dánsky Bølgen, anglicky The Wave) je moderní bytový dům v dánském městě Vejle. Budova byla vystavěna v letech 2006–2008 a 2015–2017, podle architektonického návrhu firmy Henning Larsen.
Projekt získal několik cen, mezi kterými i prestižní cenu Civic Trust Awards.

## Popis

### Exteriér
Exteriér budovy se skládá z pěti, 35 metrů vysokých, „vln“. Každá „vlna“ je pokryta bílou dešťovou clonou, ve které jsou usazena střešní okna. Každý byt má vlastní dva balkony na severní i jižní straně budovy. Obě strany budovy jsou celé prosklené.
Pod každou vlnou se nachází dřevěno-betonová terasa, která se napojuje na veřejný chodník, s přístupem na molo. Před komplexem se nachází Fjord Vejle.

### Interiér
Uvnitř všech pěti „vln“ se nachází celkem 140 bytů, na celkové ploše 15 000 m2, z nichž každý byt v posledním patře je dvoupodlažní. Na výběr jsou byty od 93 m2 do 299 m2. V první vlně se také na přízemí nachází restaurace.

## Historie
Výstavba celého komplexu začala v roce 2006, podle návrhu firmy Henning Larsen, která se inspirovala Operou v Sydney, kterou navrh dánský architekt Jørn Utzon. Stavba pokračovala do roku 2008, kdy se ale pozastavila, z důvodu finanční krize. Byly postaveny pouze dvě vlny. V roce 2015 byl projekt obnoven, byly dokončeny zbývající tři vlny – poslední v roce 2017.

## Ocenění
V roce 2010 Vlna vyhrála prestižní architektonickou cenu LEAF Awards. Projekt také vyhrál místní cenu Vejle Award, za Stavbu roku 2010. V roce 2011 získal cenu Civic Trust Awards – jednu z nejprestižnějších cen udělovanou od roku 1959.